# Lygodactylus gravis
Lygodactylus gravis är en ödleart som beskrevs av  Pasteur 1965. Lygodactylus gravis ingår i släktet Lygodactylus och familjen geckoödlor. IUCN kategoriserar arten globalt som sårbar. Inga underarter finns listade i Catalogue of Life.